# Deutscher Schmerzpreis
Der Deutsche Schmerzpreis (Deutscher Förderpreis für Schmerzforschung und Schmerztherapie) ist ein Förderpreis, welcher seit 1986 von der Deutschen Gesellschaft für Schmerzmedizin verliehen wird. Der Preis wurde von dem pharmazeutischen Forschungsunternehmen Mundipharma gestiftet und ist mit 10.000 € dotiert. Ab 2019 ist der Preis mit 5.000 € dotiert und wird erstmals ohne kommerzielle Unterstützung der pharmazeutischen Industrie gemeinsam von der Deutschen Gesellschaft für Schmerzmedizin (DGS) und der Deutschen Schmerzliga (DSL) gestiftet. Ein Ehrenpreis, der von Teva Pharmaceutical Industries gesponsert wird, ist mit 3.000 € dotiert.

## Verleihung
Die Preisverleihung findet im Rahmen des alljährlichen Deutschen Schmerz- und Palliativtages in Frankfurt am Main in Zusammenarbeit mit der Deutschen Schmerzliga statt.
Dieser Preis wird an Persönlichkeiten oder Organisationen vergeben, die sich durch wissenschaftliche Arbeiten über Diagnostik und Therapie akuter und chronischer Schmerzzustände verdient gemacht oder die durch ihre Arbeit oder ihr öffentliches Wirken entscheidend zum Verständnis des Problemkreises Schmerz und der davon betroffenen Patienten beigetragen haben.

## Ziel
Ziele sind die Förderung der Algesiologie als die Wissenschaft vom Schmerz, der Verbesserung der schmerztherapeutischen Versorgung, der Fort- und Weiterbildung. Des Weiteren soll das allgemeine Interesse und das Verständnis für die Schmerzkrankheit, für Schmerzpatienten und für die verschiedenen Methoden der Schmerztherapie geweckt werden.

## Preisträger
- 2024 – Thomas Herdegen, Kiel[3]
- 2023 – Giovanni Maio, Freiburg[4]
- 2022 – Gideon Franck, Fulda[5]
- 2020 – Matthias Thöns, Witten
- 2019 – Jens Michael Heyn, München; Benjamin Luchting, Landsberg am Lech;[6][1] Birgitta Gibson, Frankfurt am Main (Ehrenpreis)[7]
- 2018 – Gerhard H. H. Müller-Schwefe, Göppingen[8]
- 2017 – Hanne B. Albert, Odense[9]
- 2016 – Günther Bittel, Duisburg[10]
- 2015 – Ralph Spintge, Lüdenscheid;[11] Oliver M. D. Emrich, Ludwigshafen (Ehrenpreis)[12]
- 2014 – Hartmut Göbel, Kiel;[13] Johannes Horlemann, Kevelaer (Ehrenpreis)[14]
- 2013 – Reinhard Sittl, Erlangen;[15] Rolf Detlev Treede, Mannheim (Ehrenpreis)
- 2012 – Kati Thieme, Marburg[16], Henning Blume, Oberursel (Ehrenpreis)[17]
- 2011 – Thomas Sitte, Deutsche PalliativStiftung, Fulda; Michael A. Überall, Nürnberg (Ehrenpreis)
- 2010 – Thomas Nolte, Wiesbaden; Ruth Drdla, Wien (Ehrenpreis), Matthias Gassner, Wien (Ehrenpreis), Jürgen Sandkühler, Wien (Ehrenpreis)
- 2009 – Günther Sprotte, Würzburg; Wolfgang Bartel, Halberstadt (Ehrenpreis)
- 2008 – Ulrike Stamer, Bonn; Eberhard Klaschik, Bonn (Ehrenpreis)
- 2007 – Tony Yaksh, San Diego (USA); Danilo Jankovic, Köln-Hürth (Ehrenpreis)
- 2006 – Deutsche Schmerzliga, Frankfurt am Main; Siegfried Mense, Heidelberg (Ehrenpreis)
- 2005 – Gerald M. Aronoff, Charlotte NC (USA); Jürgen Sandkühler, Wien (Ehrenpreis)
- 2004 – Eberhard Klaschik, Bonn; Gerd Giesslinger, Frankfurt am Main (Ehrenpreis)
- 2003 – Ralf Baron, Kiel; Marianne Koch, Tutzing (Ehrenpreis)
- 2002 – Dietrich Jungck, Hamburg und Thomas Flöter, Frankfurt am Main; Roland Wörz, Bad Schönborn (Ehrenpreis)
- 2001 – Wolfgang Bartel,  Halberstadt; Peter Schöps, München (Ehrenpreis)
- 2000 – Stein Husebø, Bergen (Norwegen); Johannes Kornhuber, Göttingen (Ehrenpreis)
- 1999 – Burkhart Bromm, Hamburg, Walter Zieglgänsberger, München (Ehrenpreis)
- 1998 – Heinz-Dieter Basler, Marburg
- 1997 – Ulrich Drechsel, Wiesbaden
- 1996 – Kay Brune, Erlangen
- 1995 – Felix Mann, London
- 1994 – Robert F. Schmidt, Würzburg
- 1993 – Horst Ferdinand Herget, Gießen
- 1992 – Pekka J. Pöntinen, Tampere (Finnland)
- 1991 – Albrecht Struppler, München
- 1990 – Walter Zieglgänsberger, München und Thomas Tölle, München; Donald Bruce Scott, Edinburgh (Ehrenpreis)
- 1989 – Peter Wehling, Düsseldorf; Daniel C. Moore, Seattle (USA) (Ehrenpreis)
- 1988 – Helmut Blumberg, Freiburg; Manfred Zimmermann, Heidelberg (Ehrenpreis), Hanne Seemann, Heidelberg (Ehrenpreis)
- 1987 – Michael Eisenhut, Heidelberg
- 1986 – Hans-Georg Schaible, Würzburg